# Antona abscissa
Antona abscissa là một loài bướm đêm thuộc phân họ Arctiinae, họ Erebidae.